# 樽江突撃
樽江 突撃（たるえ とつげき）は、日本の男性YouTuber、VTuber。漫画『HUNTER×HUNTER』の休載が長引いていることで始めた「ハンターハンター連載再開まで一日一千回（一万回）感謝の正拳突き」の活動で知られる。

## 活動

### 感謝の正拳突き
『週刊少年ジャンプ』で連載されている『HUNTER×HUNTER』は、定期的に休載に入ることで知られており、特に2018年52号からの休載は長期にわたっていた。作者の冨樫義博に対する「冨樫仕事しろ」といった非難も散見されたが、樽江にはむしろ「ここまでこんなに面白い話を描いてくれたじゃないか」と感謝したい思いがあり、何かポジティブな話題を提供できないかと考え、同作に登場するキャラクター「ネテロ」にちなんで2020年1月16日に「ハンターハンター連載再開まで一日一万回感謝の正拳突き」を開始した。
樽江自身はもともとYouTubeには馴染みが無かったというが、4時間ただ座ってカメラに微笑み続けるというベンジャミン・ベネットのパフォーマンスを見てYouTubeにおける表現の幅の広さを知り、「何十人かに観てもらえたらうれしいな、くらいの気持ち」で自身の投稿活動を始めた。武道の経験はなく、約2000円の道着を購入して見よう見まねでの活動開始となったが、初回の投稿後には指が腫れて筋肉痛になり、日常生活にも支障をきたすことから「一日一千回」に切り替えた。
毎日「一日一千回感謝の正拳突き」を続けたものの、配信回数が120回になってもチャンネルの登録者数は10人ほどで、生放送を見に来るリスナーも0-1人という状況が続いた。しかし、2020年5月にTwitterで話題になったことでチャンネル登録者数が3000人に急増。動画の再生数が数百回から22万回に跳ね上がるなど、認知度が高まった。
その後も毎日の配信活動を続け、仕事の関係で帰宅が24時を回ってから配信を開始することもあれば、朝3時に起きて配信することもあった。また、チャンネル登録者数が一定の数に達した時などには、記念日として一万回の感謝の正拳突きを行った。樽江の活動は海外のファンにも認知され、視聴者の7割は外国人だったという。
3年近い活動の継続ののち、2022年10月11日、『週刊少年ジャンプ2022年47号』（10月24日発売）からの『HUNTER×HUNTER』の連載再開が発表。奇しくも10月11日は樽江が感謝の正拳突きを始めてから1000日目であった。これを受けて、10月12日から23日の12日間は「一日一万回感謝の正拳突き」を敢行。10時間近い配信を連日続け、23日、約1万3000人の視聴者に見守られながら最後の感謝の正拳突きを終了させた。今後の同様の活動については、肉体的・精神的な厳しさなどを理由として行わない旨を示している。

### その他の活動
VTuberとしても活動しており、ゲームの実況動画を配信している。
マラソンや献血の動画も投稿していた他、2021年10月1日から2022年1月8日までは「100日後に食われる生姜焼き」というショート動画を作成している。
「感謝の正拳突き」の活動の終了後は、書籍を書写する配信をほぼ毎日行っている。

## 人物
- 『HUNTER×HUNTER』の魅力について、作中に出てくる「木造蔵」を例に挙げて「知識欲を満たしてくれるのがいい」と語っている[6]。作中での好きなシーン・好きなキャラについては、たくさんあるので選ぶのは難しい、絞れないとしている[4]。『HUNTER×HUNTER』は連載当初から読んでおり、『幽☆遊☆白書』の頃からのファン[6]。
- 感謝の正拳突きを2年以上続けた結果、道着はいたるところが破れボロボロになった。2021年4月頃から傷みが目立っていたが、願掛けのような形となってその後も使用を続けた[11]。配信終了後に処分する予定もないという[10]。
- 感謝の正拳突きをしている間は心が落ち着き、嫌なことがあっても心がすっとしたという[1][12]。
- 長期にわたる正拳突きの影響で、腰や関節にはかなりのダメージが蓄積されたことを語っている。正拳突きの技術については体の痛みをカバーしようとした結果向上したとしており[11]、筋肉がついたり体形が変わったりすることはなかったそうである[6]。肩や足腰に慢性的な痛みを抱え[8]、特に一万回の感謝の正拳突きを行った後には「油が切れた機械」のように腰がギシギシと痛んだという[12]。ただ、冨樫義博の抱える腰痛は自身よりはるかに重いものだと推測し、そうした状況で漫画を描いてもらえることに感謝の気持ちを語っている[8]。
- 自身の配信を作者の冨樫に見てほしいか、という問いには「冨樫先生には私のことなど知らない殿上人であってほしい」として、見てほしい気持ちは無いと答えている[1]。また、『HUNTER×HUNTER』の連載再開決定時には自身の元にも視聴者らから祝福の声が届いたが、そうした声に感謝する一方で、自身が連載再開に直接関与したわけではないため「同じだけ冨樫先生にも言ってあげてください」[10]「自分より冨樫先生に労いのコメントをいっぱいしてあげてほしいです」[5]とコメントしている。
- 約2年9か月、1日も休まずに感謝の正拳突きを続けたものの、自身については「継続力がある人間じゃない」と語る。一方で最終日のような光景は企画を考案したときから鮮明に想像できていたとしており、その輪の中に自身がいられることが「人生に2度も3度もない」、「確実に自分の人生の絶頂だと思える」として企画を続ける原動力にした。一連の企画については「人生のラスボス」、企画終了後の自身については「ここから先は余生です」と形容しており、今後の同様の企画については「もうできない」と語っている[9]。